# Гедерсдорф
Гедерсдорф (нем. Gedersdorf) — коммуна (Gemeinde) в Австрии, в федеральной земле Нижняя Австрия.
Входит в состав округа Кремс (Ланд). Население — около 2,2 тыс. человек. Занимает площадь 18,87 км². Официальный код — 31310.

## Политическая ситуация
Бургомистр коммуны — Франц Гартнер (АНП) по результатам выборов 2005 года.
Совет представителей коммуны (нем. Gemeinderat) состоит из 21 места.
- АНП занимает 13 мест.
- СДПА занимает 7 мест.
- Партия LLGG занимает 1 место.